# Anisacanthus pohlii
Anisacanthus pohlii är en akantusväxtart som beskrevs av Gustav Lindau. Anisacanthus pohlii ingår i släktet Anisacanthus och familjen akantusväxter. Inga underarter finns listade i Catalogue of Life.